# John Henry Schwarz
John Henry Schwarz (* 22. listopadu 1941) je americký teoretický fyzik.
Spolu s Jóičiró Nambuem, Holgerem Nielsenem, Joëlem Scherkem, Gabriele Venezianem, Michaelem Greenem a Leonardem Susskindem je považován za jednoho ze zakladatelů teorie strun.

## Dětství a vzdělání
Studoval matematiku z ních na Harvardově univerzitě v roce 1962 získal bakalářský titul a teoretickou fyziku na Kalifornské univerzitě v Berkeley, doktorát získal roku 1966, jeho škoitelem byl Geoffrey Chew. Několik let byl jedním z mála fyziků, kteří se zabývali teorii strun jako životaschopnou teorii kvantové gravitace.
Jeho práce s Michaelem Greenem na zrušení anomálií v prvním typu strunové teorie vedla k takzvané první superstrunové revoluci z roku 1984, která výrazně přispěla k tomu, že se teorii strun dostala do hlavního proudu výzkumu v teoretické fyzice.
Schwarz působil jako asistent profesora na Princetonské Univerzitě mezi rok 1966 a 1972. Poté se přesunul na Kalifornský technologický institut, kde působí jako profesor teoretické fyziky.

## Ocenění
Je členem Národní Akademie Věd. Obdržel Diracovu medaili pro rok 1989, a cena Dannieho Heinemana pro rok 2002.
V roce 2013 získali Schwarz a Green Fundamental Physics Prize za "otevření nových pohledů na kvantovou gravitaci a sjednocení interakcí."

## Politický aktivismus

### Obhajoba svobodného a otevřeného bádání v oblasti výzkumu marihuany
V listopadu 2012 Schwarz publikoval článek na blogu Huffington Post, v němž vyjádřil své obavy, že výzkum marihuany pro lékařské účely je blokován administrativou prezidenta Baracka Obamy navzdory proklamovanému odhodlání "volného a otevřeného vědecké bádání." Schwarz porovnával ideologicky motivovaný zákaz vědeckých studií v této oblasti k uvěznění Galilea katolickou církví pro jeho kacířské názory o sluneční soustavě.

## Vybrané publikace
- Green, M., John H. Schwarz, and E. Witten. Superstring Theory. Vol. 1, Introduction. Cambridge Monographs on Mathematical Physics. Cambridge, UK: Cambridge University Press, 1988. ISBN 978-0-521-35752-4.
- Superstring Theory. Vol. 2, Loop Amplitutes, Anomalies and Phenomenology. Cambridge, UK: Cambridge University Press, 1988. ISBN 978-0-521-35753-1.